# Irenka (album)
Irenka – drugi album studyjny polskiej piosenkarki Sanah. Wydawnictwo ukazało się 7 maja 2021 nakładem wytwórni muzycznej Magic Records w dystrybucji Universal Music Polska.
Album jest utrzymany w stylu muzyki pop i składa się z wersji standardowej (1 CD), deluxe (2 CD), limitowanej super deluxe box (płyta analogowa i CD), samej płyty analogowej oraz final edition.
Na wydawnictwie znajduje się część wydanych wcześniej utworów z minialbumu Bujda, takie jak: „Oczy”, „Duszki”, „Pożal się Boże”, „No sory” w wersji dłuższej i alternatywnej oraz „Bujda” w wersji dłuższej. Edycja super deluxe box zawiera m.in. cztery dema („Alternatywka”, „Co ja robię tutaj”, „ Should Have Known” oraz „Etc.”) i remiks „Invisible Dress”.
Płyta zadebiutowała na 1. miejscu polskiej listy sprzedaży – OLiS. Wydawnictwo uzyskało status podwójnej diamentowej płyty, przekraczając liczbę 300 tysięcy sprzedanych kopii. Album był najlepiej sprzedającą się płytą w Polsce w 2021.
Promocję Irenki rozpoczęto w styczniu 2021, wraz z premierą pierwszego promującego singla – „Ale jazz!”. 26 marca wydany został drugi utwór, „2:00”. Następnym singlem została piosenka „Etc. (na disco)”. W sierpniu 2021 została wydana piosenka – „Ten stan”.
Edycję finalną albumu Irenka promowały utwory „Cześć, jak się masz?”, nagrany razem z Soblem oraz „Kolońska i szlugi”.

## Lista utworów
| Irenka – Wersja standardowa | Irenka – Wersja standardowa     | Irenka – Wersja standardowa                                            | Irenka – Wersja standardowa                                                | Irenka – Wersja standardowa |
| Nr                          | Tytuł utworu                    | Słowa                                                                  | Muzyka                                                                     | Długość                     |
| --------------------------- | ------------------------------- | ---------------------------------------------------------------------- | -------------------------------------------------------------------------- | --------------------------- |
| 1.                          | „Puk puk”                       | Zuzanna Jurczak                                                        | Tom Martin                                                                 | 1:03                        |
| 2.                          | „Co ja robię tutaj”             | Zuzanna Jurczak, Magdalena Wójcik                                      | Zuzanna Jurczak, Tom Martin, Edward Leithead-Docherty                      | 2:46                        |
| 3.                          | „No sory (to dłuższe)”          | Zuzanna Jurczak, Jakub Galiński                                        | Zuzanna Jurczak, Jakub Galiński                                            | 4:23                        |
| 4.                          | „To koniec”                     | Zuzanna Jurczak, Magdalena Wójcik                                      | Zuzanna Jurczak, Tom Martin, Edward Leithead-Docherty                      | 3:15                        |
| 5.                          | „Warcaby”                       | Zuzanna Jurczak, Magdalena Wójcik                                      | Zuzanna Jurczak, Jakub Galiński                                            | 3:43                        |
| 6.                          | „2:00”                          | Zuzanna Jurczak, Magdalena Wójcik                                      | Zuzanna Jurczak, Tom Martin, Edward Leithead-Docherty                      | 3:19                        |
| 7.                          | „Interludium”                   | utwór instrumentalny                                                   | Zuzanna Jurczak                                                            | 0:45                        |
| 8.                          | „Irenka”                        | Zuzanna Jurczak, Mateusz Dopieralski                                   | Zuzanna Jurczak, Mateusz Dopieralski, Tom Martin, Edward Leithead-Docherty | 3:33                        |
| 9.                          | „Bujda (większa!)”              | Zuzanna Jurczak, Magdalena Wójcik                                      | Zuzanna Jurczak, Tom Martin, Edward Leithead-Docherty                      | 3:27                        |
| 10.                         | „Wars”                          | Zuzanna Jurczak                                                        | Zuzanna Jurczak, Jakub Galiński                                            | 2:43                        |
| 11.                         | „Etc.”                          | Zuzanna Jurczak, Magdalena Wójcik                                      | Zuzanna Jurczak, Arkadiusz Kopera, Mariusz Obijalski                       | 3:08                        |
| 12.                         | „Ten stan”                      | Zuzanna Jurczak, Magdalena Wójcik                                      | Zuzanna Jurczak, Tom Martin, Edward Leithead-Docherty                      | 3:45                        |
| 13.                         | „Ale jazz!” (oraz Vito Bambino) | Zuzanna Jurczak, Mateusz Dopieralski, Magdalena Wójcik, Jakub Galiński | Zuzanna Jurczak, Mateusz Dopieralski, Magdalena Wójcik, Jakub Galiński     | 3:07                        |
| 14.                         | „To był dobry dzień”            | Zuzanna Jurczak                                                        | Zuzanna Jurczak, Tom Martin, Edward Leithead-Docherty                      | 2:03                        |
|                             |                                 |                                                                        |                                                                            | 41:00                       |

| Irenka – Wersja Deluxe 2CD Edition (1 CD) | Irenka – Wersja Deluxe 2CD Edition (1 CD) | Irenka – Wersja Deluxe 2CD Edition (1 CD)                              | Irenka – Wersja Deluxe 2CD Edition (1 CD)                                  | Irenka – Wersja Deluxe 2CD Edition (1 CD) |
| Nr                                        | Tytuł utworu                              | Słowa                                                                  | Muzyka                                                                     | Długość                                   |
| ----------------------------------------- | ----------------------------------------- | ---------------------------------------------------------------------- | -------------------------------------------------------------------------- | ----------------------------------------- |
| 1.                                        | „Puk puk”                                 | Zuzanna Jurczak                                                        | Tom Martin                                                                 | 1:03                                      |
| 2.                                        | „Co ja robię tutaj”                       | Zuzanna Jurczak, Magdalena Wójcik                                      | Zuzanna Jurczak, Tom Martin, Edward Leithead-Docherty                      | 2:46                                      |
| 3.                                        | „No sory (to dłuższe)”                    | Zuzanna Jurczak, Jakub Galiński                                        | Zuzanna Jurczak, Jakub Galiński                                            | 4:23                                      |
| 4.                                        | „To koniec”                               | Zuzanna Jurczak, Magdalena Wójcik                                      | Zuzanna Jurczak, Tom Martin, Edward Leithead-Docherty                      | 3:15                                      |
| 5.                                        | „Warcaby”                                 | Zuzanna Jurczak, Magdalena Wójcik                                      | Zuzanna Jurczak, Jakub Galiński                                            | 3:43                                      |
| 6.                                        | „2:00”                                    | Zuzanna Jurczak, Magdalena Wójcik                                      | Zuzanna Jurczak, Tom Martin, Edward Leithead-Docherty                      | 3:19                                      |
| 7.                                        | „Interludium”                             | utwór instrumentalny                                                   | Zuzanna Jurczak                                                            | 0:45                                      |
| 8.                                        | „Irenka”                                  | Zuzanna Jurczak, Mateusz Dopieralski                                   | Zuzanna Jurczak, Mateusz Dopieralski, Tom Martin, Edward Leithead-Docherty | 3:33                                      |
| 9.                                        | „Bujda (większa!)”                        | Zuzanna Jurczak, Magdalena Wójcik                                      | Zuzanna Jurczak, Tom Martin, Edward Leithead-Docherty                      | 3:27                                      |
| 10.                                       | „Wars”                                    | Zuzanna Jurczak                                                        | Zuzanna Jurczak, Jakub Galiński                                            | 2:43                                      |
| 11.                                       | „Etc.”                                    | Zuzanna Jurczak, Magdalena Wójcik                                      | Zuzanna Jurczak, Arkadiusz Kopera, Mariusz Obijalski                       | 3:08                                      |
| 12.                                       | „Ten stan”                                | Zuzanna Jurczak, Magdalena Wójcik                                      | Zuzanna Jurczak, Tom Martin, Edward Leithead-Docherty                      | 3:45                                      |
| 13.                                       | „Ale jazz!” (oraz Vito Bambino)           | Zuzanna Jurczak, Mateusz Dopieralski, Magdalena Wójcik, Jakub Galiński | Zuzanna Jurczak, Mateusz Dopieralski, Magdalena Wójcik, Jakub Galiński     | 3:07                                      |
| 14.                                       | „To był dobry dzień”                      | Zuzanna Jurczak                                                        | Zuzanna Jurczak, Tom Martin, Edward Leithead-Docherty                      | 2:03                                      |
|                                           |                                           |                                                                        |                                                                            | 41:00                                     |

| Irenka – Wersja Deluxe 2CD Edition (2 CD) | Irenka – Wersja Deluxe 2CD Edition (2 CD) | Irenka – Wersja Deluxe 2CD Edition (2 CD) | Irenka – Wersja Deluxe 2CD Edition (2 CD)                                  | Irenka – Wersja Deluxe 2CD Edition (2 CD) |
| Nr                                        | Tytuł utworu                              | Słowa                                     | Muzyka                                                                     | Długość                                   |
| ----------------------------------------- | ----------------------------------------- | ----------------------------------------- | -------------------------------------------------------------------------- | ----------------------------------------- |
| 1.                                        | „Etc. (na disco)”                         | Zuzanna Jurczak, Magdalena Wójcik         | Zuzanna Jurczak, Arkadiusz Kopera, Mariusz Obijalski                       | 3:08                                      |
| 2.                                        | „Oczy”                                    | Zuzanna Jurczak, Magdalena Wójcik         | Zuzanna Jurczak, Jakub Galiński                                            | 3:50                                      |
| 3.                                        | „Duszki”                                  | Zuzanna Jurczak, Magdalena Wójcik         | Zuzanna Jurczak, Paul Whalley                                              | 3:45                                      |
| 4.                                        | „Pożal się Boże”                          | Zuzanna Jurczak                           | Zuzanna Jurczak, Thomas Martin Leithead-Docherty, Edward Leithead-Docherty | 3:36                                      |
| 5.                                        | „No sory” (wersja alternatywna)           | Zuzanna Jurczak, Jakub Galiński           | Zuzanna Jurczak, Jakub Galiński                                            | 4:29                                      |
| 6.                                        | „Kapela gra”                              | Zuzanna Jurczak, Magdalena Wójcik         | Zuzanna Jurczak, Arkadiusz Kopera, Mariusz Obijalski                       | 3:36                                      |
|                                           |                                           |                                           |                                                                            | 22:24                                     |

| Irenka – Wersja Final Edition (1 CD) | Irenka – Wersja Final Edition (1 CD) | Irenka – Wersja Final Edition (1 CD)                                   | Irenka – Wersja Final Edition (1 CD)                                       | Irenka – Wersja Final Edition (1 CD) |
| Nr                                   | Tytuł utworu                         | Słowa                                                                  | Muzyka                                                                     | Długość                              |
| ------------------------------------ | ------------------------------------ | ---------------------------------------------------------------------- | -------------------------------------------------------------------------- | ------------------------------------ |
| 1.                                   | „Puk puk”                            | Zuzanna Jurczak                                                        | Tom Martin                                                                 | 1:03                                 |
| 2.                                   | „Co ja robię tutaj”                  | Zuzanna Jurczak, Magdalena Wójcik                                      | Zuzanna Jurczak, Tom Martin, Edward Leithead-Docherty                      | 2:46                                 |
| 3.                                   | „No sory (to dłuższe)”               | Zuzanna Jurczak, Jakub Galiński                                        | Zuzanna Jurczak, Jakub Galiński                                            | 4:23                                 |
| 4.                                   | „To koniec”                          | Zuzanna Jurczak, Magdalena Wójcik                                      | Zuzanna Jurczak, Tom Martin, Edward Leithead-Docherty                      | 3:15                                 |
| 5.                                   | „Warcaby”                            | Zuzanna Jurczak, Magdalena Wójcik                                      | Zuzanna Jurczak, Jakub Galiński                                            | 3:43                                 |
| 6.                                   | „2:00”                               | Zuzanna Jurczak, Magdalena Wójcik                                      | Zuzanna Jurczak, Tom Martin, Edward Leithead-Docherty                      | 3:19                                 |
| 7.                                   | „Interludium”                        | utwór instrumentalny                                                   | Zuzanna Jurczak                                                            | 0:45                                 |
| 8.                                   | „Irenka”                             | Zuzanna Jurczak, Mateusz Dopieralski                                   | Zuzanna Jurczak, Mateusz Dopieralski, Tom Martin, Edward Leithead-Docherty | 3:33                                 |
| 9.                                   | „Bujda (większa!)”                   | Zuzanna Jurczak, Magdalena Wójcik                                      | Zuzanna Jurczak, Tom Martin, Edward Leithead-Docherty                      | 3:27                                 |
| 10.                                  | „Wars”                               | Zuzanna Jurczak                                                        | Zuzanna Jurczak, Jakub Galiński                                            | 2:43                                 |
| 11.                                  | „Etc.”                               | Zuzanna Jurczak, Magdalena Wójcik                                      | Zuzanna Jurczak, Arkadiusz Kopera, Mariusz Obijalski                       | 3:08                                 |
| 12.                                  | „Ten stan”                           | Zuzanna Jurczak, Magdalena Wójcik                                      | Zuzanna Jurczak, Tom Martin, Edward Leithead-Docherty                      | 3:45                                 |
| 13.                                  | „Ale jazz!” (oraz Vito Bambino)      | Zuzanna Jurczak, Mateusz Dopieralski, Magdalena Wójcik, Jakub Galiński | Zuzanna Jurczak, Mateusz Dopieralski, Magdalena Wójcik, Jakub Galiński     | 3:07                                 |
| 14.                                  | „To był dobry dzień”                 | Zuzanna Jurczak                                                        | Zuzanna Jurczak, Tom Martin, Edward Leithead-Docherty                      | 2:03                                 |
|                                      |                                      |                                                                        |                                                                            | 41:00                                |

| Irenka – Wersja Final Edition (2 CD) | Irenka – Wersja Final Edition (2 CD)           | Irenka – Wersja Final Edition (2 CD)                                   | Irenka – Wersja Final Edition (2 CD)                                                                       | Irenka – Wersja Final Edition (2 CD) |
| Nr                                   | Tytuł utworu                                   | Słowa                                                                  | Muzyka | Długość                              |
| ------------------------------------ | ---------------------------------------------- | ---------------------------------------------------------------------- | --- | ------------------------------------ |
| 1.                                   | „Etc. (na disco)”                              | Zuzanna Jurczak, Magdalena Wójcik                                      | Zuzanna Jurczak, Arkadiusz Kopera, Mariusz Obijalski                                                       | 3:08                                 |
| 2.                                   | „Oczy”                                         | Zuzanna Jurczak, Magdalena Wójcik                                      | Zuzanna Jurczak, Jakub Galiński                                                                            | 3:50                                 |
| 3.                                   | „Duszki”                                       | Zuzanna Jurczak, Magdalena Wójcik                                      | Zuzanna Jurczak, Paul Whalley                                                                              | 3:45                                 |
| 4.                                   | „Pożal się Boże”                               | Zuzanna Jurczak                                                        | Zuzanna Jurczak, Thomas Martin Leithead-Docherty, Edward Leithead-Docherty                                 | 3:36                                 |
| 5.                                   | „No sory” (wersja alternatywna)                | Zuzanna Jurczak, Jakub Galiński                                        | Zuzanna Jurczak, Jakub Galiński                                                                            | 4:29                                 |
| 6.                                   | „Kapela gra”                                   | Zuzanna Jurczak, Magdalena Wójcik                                      | Zuzanna Jurczak, Arkadiusz Kopera, Mariusz Obijalski                                                       | 3:36                                 |
| 7.                                   | „Kolońska i szlugi (do snu)” (prod. Arkadiusz) | Zuzanna Jurczak                                                        | Zuzanna Jurczak, Jakub Galiński                                                                            | 3:23                                 |
| 8.                                   | „Cześć, jak się masz?” (oraz Sobel)            | Zuzanna Jurczak, Szymon Sobel                                          | Zuzanna Jurczak, Szymon Sobel, Dominic Buczkowski-Wojtaszek, Patryk Kumór, Aleksander Kowalski, Tom Martin | 3:21                                 |
| 9.                                   | „Wszystko mi mówi, że mnie ktoś pokochał”      | Wojciech Młynarski                                                     | Andrzej Zieliński, Tom Martin                                                                              | 2:50                                 |
| 10.                                  | „Kaziu, zakochaj się” (na żywo z Radio Zet)    | Jeremi Przybora                                                        | Jerzy Wasowski                                                                                             | 2:37                                 |
| 11.                                  | „Ale jazz! (na jazzowo)”                       | Zuzanna Jurczak, Mateusz Dopieralski, Magdalena Wójcik, Jakub Galiński | Zuzanna Jurczak, Mateusz Dopieralski, Magdalena Wójcik, Jakub Galiński                                     | 2:36                                 |
| 12.                                  | „2:00” (prod. Arkadiusz)                       | Zuzanna Jurczak, Magdalena Wójcik                                      | Zuzanna Jurczak, Tom Martin, Edward Leithead-Docherty                                                      | 6:06                                 |
| 13.                                  | „Kolońska i szlugi”                            | Zuzanna Jurczak                                                        | Zuzanna Jurczak, Jakub Galiński                                                                            | 3:55                                 |
|                                      |                                                |                                                                        | | 47:12                                |

Uwagi:
- W utworach: „Puk puk”, „Wars”, „Etc.”, „Etc. (na disco)”, „Duszki”, „Kolońska i szlugi (do snu)” i „Kolońska i szlugi” tytuły piosenek są stylizowane na wszystkie małe litery.
- W utworze „Bujda (większa!)” tytuł piosenki jest stylizowany na „BUJDA (większa!)”
- W utworze „Ten stan” tytuł piosenki jest stylizowany na „ten Stan”.
- W utworze „Oczy” występuje dialog Dawida Podsiadło.
- Utwór „Wszystko mi mówi, że mnie ktoś pokochał” jest coverem zespołu Skaldowie.
- Utwór „Kaziu, zakochaj się” jest coverem Kabaretu Starszych Panów.

## Promocja

### Kolońska i szlugi Tour
Opracowano na podstawie materiału źródłowego.
| Data                 | Miejscowość   | Obiekt                  |
| -------------------- | ------------- | ----------------------- |
| 31 października 2021 | Warszawa      | Hala Torwar             |
| 2 listopada 2021     | Wrocław       | Hala Stulecia           |
| 3 listopada 2021     | Zgorzelec     | PGE Turów Arena         |
| 4 listopada 2021     | Zielona Góra  | Hala MOSiR              |
| 9 listopada 2021     | Kielce        | Hala Legionów           |
| 13 listopada 2021    | Łódź          | Atlas Arena             |
| 14 listopada 2021    | Kraków        | Tauron Arena Kraków     |
| 16 listopada 2021    | Toruń         | Arena Toruń             |
| 17 listopada 2021    | Poznań        | MTP – Pawilon 5         |
| 18 listopada 2021    | Szczecin      | Netto Arena             |
| 21 listopada 2021    | Gdańsk, Sopot | Ergo Arena              |
| 30 listopada 2021    | Częstochowa   | Hala Sportowa           |
| 13 grudnia 2021      | Bydgoszcz     | HSW IMMOBILE Łuczniczka |
| 14 grudnia 2021      | Kalisz        | Arena Kalisz            |

## Twórcy
Opracowano na podstawie materiału źródłowego.
| - Zuzanna Jurczak – słowa, muzyka, śpiew, chórki - Magdalena Wójcik – słowa, muzyka - Mateusz Dopieralski – słowa, muzyka, gościnnie w utworze „Ale jazz!” - Sobel – słowa, muzyka, śpiew w utworze „Cześć, jak się masz?” - Jakub Galiński – słowa, miksowanie, produkcja utworów „No sory (to dłuższe)”, „Warcaby”, „Wars”, „Ale jazz!”, „Oczy”, „No sory” (wersja alternatywna), „Ale jazz! (na jazzowo)” i „Kolońska i szlugi” - Thomas Martin Leithead-Docherty – produkcja, miksowanie utworów „Puk puk”, „Co ja robię tutaj”, „To koniec”, „2:00”, „Bujda (większa!)”, „Interludium”, „Irenka”, „Ten stan”, „To był dobry dzień”, „Pożal się Boże” i „Wszystko mi mówi, że mnie ktoś pokochał”, produkcja utworu „Cześć, jak się masz?” - Edward Leithead-Docherty – produkcja utworów „Co ja robię tutaj”, „To koniec”, „2:00”, „Irenka”, „To był dobry dzień” i „Pożal się Boże”, muzyka „Bujda (większa!)” i „Ten stan” - Paul Whalley – produkcja, miksowanie utworu „Duszki” - Arkadiusz Kopera – produkcja, miksowanie utworów „Etc.”, „Etc. (na disco)”, „Kapela gra”, „Kolońska i szlugi (do snu)” i „2:00” (prod. Arkadiusz) - Mariusz Obijalski – współproducent utworów „Etc.”, „Etc. (na disco)” i „Kapela gra” |  | - Dominic Buczkowski-Wojtaszek – produkcja, miksowanie utworu „Cześć, jak się masz?” - Patryk Kumór – produkcja, miksowanie utworu „Cześć, jak się masz?” - Aleksander Kowalski – muzyka w utworze „Cześć, jak się masz?” - Andrzej Zieliński – muzyka w utworze „Wszystko mi mówi, że mnie ktoś pokochał” - Jerzy Wasowski – muzyka w utworze „Kaziu, zakochaj się” - Wojciech Młynarski – słowa w utworze „Wszystko mi mówi, że mnie ktoś pokochał” - Jeremi Przybora – słowa w utworze „Kaziu, zakochaj się” - Jacek Gawłowski – mastering - Rafał Smoleń – mastering - Michał Pańszczyk – zdjęcia |

## Pozycje na listach sprzedaży
| Kraj   | Lista (2021–23)          | Najwyższa pozycja |
| ------ | ------------------------ | ----------------- |
| Polska | OLiS – albumy            | 1                 |
| Polska | OLiS – albumy fizycznie  | 7                 |
| Polska | OLiS – albumy w streamie | 27                |
| Polska | OLiS – albumy – winyle   | 1                 |

| Kraj   | Lista (2021)             | Pozycja |
| ------ | ------------------------ | ------- |
| Polska | OLiS – albumy            | 1       |
| Polska | OLiS – albumy – winyle   | 5       |
| Polska | Lista (2022)             | Pozycja |
| Polska | OLiS – albumy            | 3       |
| Polska | Lista (2023)             | Pozycja |
| Polska | OLiS – albumy            | 17      |
| Polska | OLiS – albumy fizycznie  | 22      |
| Polska | OLiS – albumy w streamie | 42      |
| Polska | OLiS – albumy – winyle   | 99      |
| Polska | Lista (2024)             | Pozycja |
| Polska | OLiS – albumy            | 68      |
| Polska | OLiS – albumy fizycznie  | 61      |

## Certyfikat
| Kraj          | Certyfikat          | Sprzedaż |
| ------------- | ------------------- | -------- |
| Polska (ZPAV) | 2× diamentowa płyta | 300 000+ |

## Wyróżnienia
| Rok  | Konkurs                 | Kategoria       | Rezultat |
| ---- | ----------------------- | --------------- | -------- |
| 2022 | Bestsellery Empiku 2021 | Muzyka pop/rock | Wygrana  |
| 2022 | Fryderyki 2022          | Album roku pop  | Wygrana  |